# Antyradar

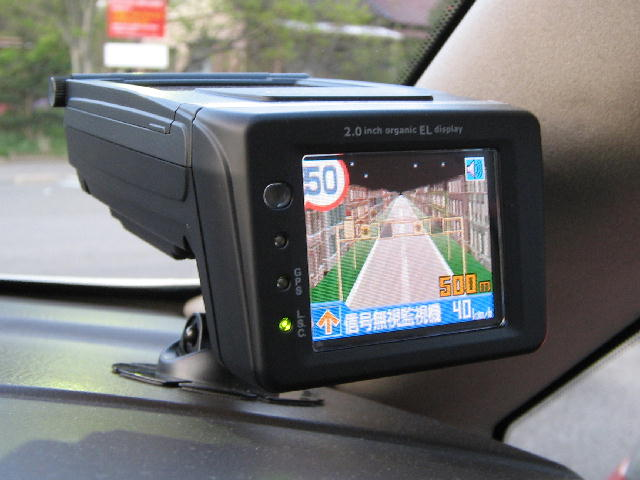
Antyradar

Antyradar – urządzenie służące do informowania kierowcy o tym, że na jego drodze znajduje się radar lub fotoradar. 
Urządzenie to posiada wbudowany wykrywacz fal wysyłanych przez radary oraz fotoradary w pasmach: X, K, Ka, Ku, SWKa. Nowoczesne antyradary informują również o pomiarze dokonywanym z fotoradarów ukrytych w samochodach znajdujących się przed samochodem wyposażonym w antyradar (lub przy bardziej zaawansowanych urządzeniach nawet za samochodem).
Kierowca jest informowany o tym, że zbliża się do miejsca, w którym dokonywany jest pomiar radarowy, dzięki emitowanym przez antyradar sygnałom dźwiękowym  i świetlnym. Im bliżej radaru znajduje się kierowca, tym bardziej rośnie częstotliwość i intensywność sygnałów. Nowsze antyradary mają funkcję wykrywania laserowych mierników prędkości (lidarów).
W Polsce i wielu innych krajach korzystanie z tych urządzeń jest nielegalne. Prawo zabrania posiadania tego urządzenia w samochodzie w stanie gotowym do użycia.